# Ливский язык
Ли́вский язы́к (самоназвание līvõ kēļ «язык ливов» или rāndakēļ «прибрежный язык») — язык ливов, принадлежащий к прибалтийско-финской подгруппе финно-угорских языков уральской языковой семьи. Ливский язык включён в список языков, находящихся под угрозой исчезновения ЮНЕСКО. 
Исторически сложился как родной язык ливов. Ныне он почти не используется в живом общении, хотя продолжает изучаться энтузиастами — в основном в странах Балтии — а также сохраняется как объект научного изучения на языковых факультетах высших учебных заведений Европы, в первую очередь в Латвии и Эстонии (Тарту). 21 августа 2018 года был создан Ливский институт при Латвийском университете.
Единственный человек, для которого на сей день ливский язык является родным — родившаяся в 2020 году Кулди Медне (Kuldi Medne), родители которой — активисты возрождения ливского языка Ренате Медне (Renāte Medne) и Янис Меднис (Jānis Mednis). Большинство современных ливов подверглось леттизации. Последними в быту ливский язык использовали Виктор Бертольд (1921—2009) и его жена Марта (1925—1994). На 2012 год в мире, по оптимистическим оценкам, насчитывалось до 210 человек, владеющих ливским языком на уровне A1 и A2. На уровне B1 и выше — 40 человек, лишь половина из которых ливского происхождения. Последним человеком, для кого ливский был первым языком, была Гризельда Кристинь, долгое время проживавшая в Канаде и скончавшаяся 3 июня 2013 года в возрасте 103 лет.
Ливский язык включён в Культурный канон Латвии.

## О названии
Этноним либь отмечается в древнерусских летописях уже с XI века, а с XIII — в немецких латиноязычных в виде Livones (откуда и название страны Livonia). Летописные названия, как и современное русское «ливы», восходят к самоназванию līvõ / lībõ. Это самоназвание имеет две возможные этимологии: его связывают с названием карелов-ливвиков (livvikoi) и возводят таким образом к названию прибалтийско-финского племени или выводят из праприбалтийско-финского *līva (фин. liiva «ил, грязь», эст. liiv «песок», вод. līva «песок»), что обосновывается тем, что ливы жили на песчаных прибрежных территориях.

## Вопросы классификации
Согласно Тийт-Рейну Вийтсо, праприбалтийско-финский язык распался на три ветви: ливскую, южно-эстонскую и невскую (из которой впоследствии развились северо-эстонские диалекты, водский, финский, карельский, ижорский и вепский языки). Ливский характеризуется следующими архаизмами: сохранением противопоставления *ktt : *kt (> *t : *d); сохранением конечного -a у ряда основ, в других прибалтийско-финских языках перешедших в более продуктивный тип на -e > -i; особыми формами 2 лица единственного числа повелительного наклонения.

## Лингвогеография

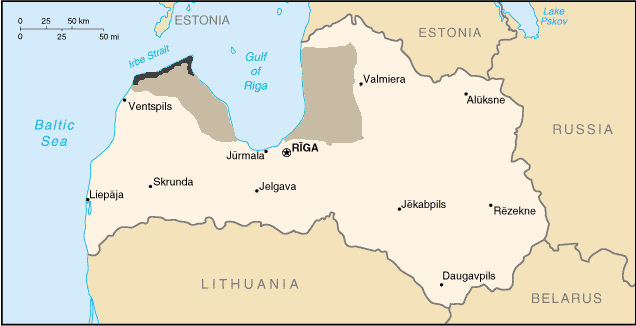
Ареал ливского языка

### Ареал
В середине XX века ливы населяли 12 населённых пунктов в Латвии: Мелнсилс (Mustanum), Колка (Kūolka), Вайде (Vaid), Саунагс (Sänõg), Питрагс (Pītrõg), Кошрагс (Koštrõg), Мазирбе (Ire), Сикрагс (Sīkrõg), Яунциемс (Ūžkila), Лиелирбе (Īra), Микельторнис (Piza), Лужня (Lūž).

### Диалекты
Ранее у ливского языка было два основных диалекта: курляндский (курземский) и салацкий (видземский, лифляндский). Салацкий вымер в XIX веке. В 1846 году А. Шёгрен насчитал 22 носителя салацкого диалекта, в 1858 году Ф. И. Видеман нашёл уже лишь 8 стариков, последний из которых умер в 1868 году.
Курляндский диалект делится на три говора: восточный, западный и средний. Отличия между ними невелики. Изначально литературный язык создавался в двух вариантах (для западного и восточного говоров), в 1880—1943 годах он стал базироваться на компромиссной средне-восточноливской норме. В 1970—1980 годы среднеливские черты из литературного языка устраняются.

### Статус
С принятием Закона Латвийской Республики от 19 марта 1991 года «О свободном развитии и правах на культурную автономию национальных и этнических групп Латвии» был определён правовой статус ливов, как «одной из древних и основных латышских национальностей», а с 9 декабря 1999 года был установлен на государственном уровне статус ливского языка, так, в соответствии со ст. 4 Закона Латвийской Республики от 21 декабря 1999 года «О государственном языке» государство обеспечивает сохранение, защиту и развитие ливского языка как языка коренного населения (автохтонов). С 1995 года язык ливов и ливские культурные ценности включены в состав национального культурного наследия Латвии.

## Письменность

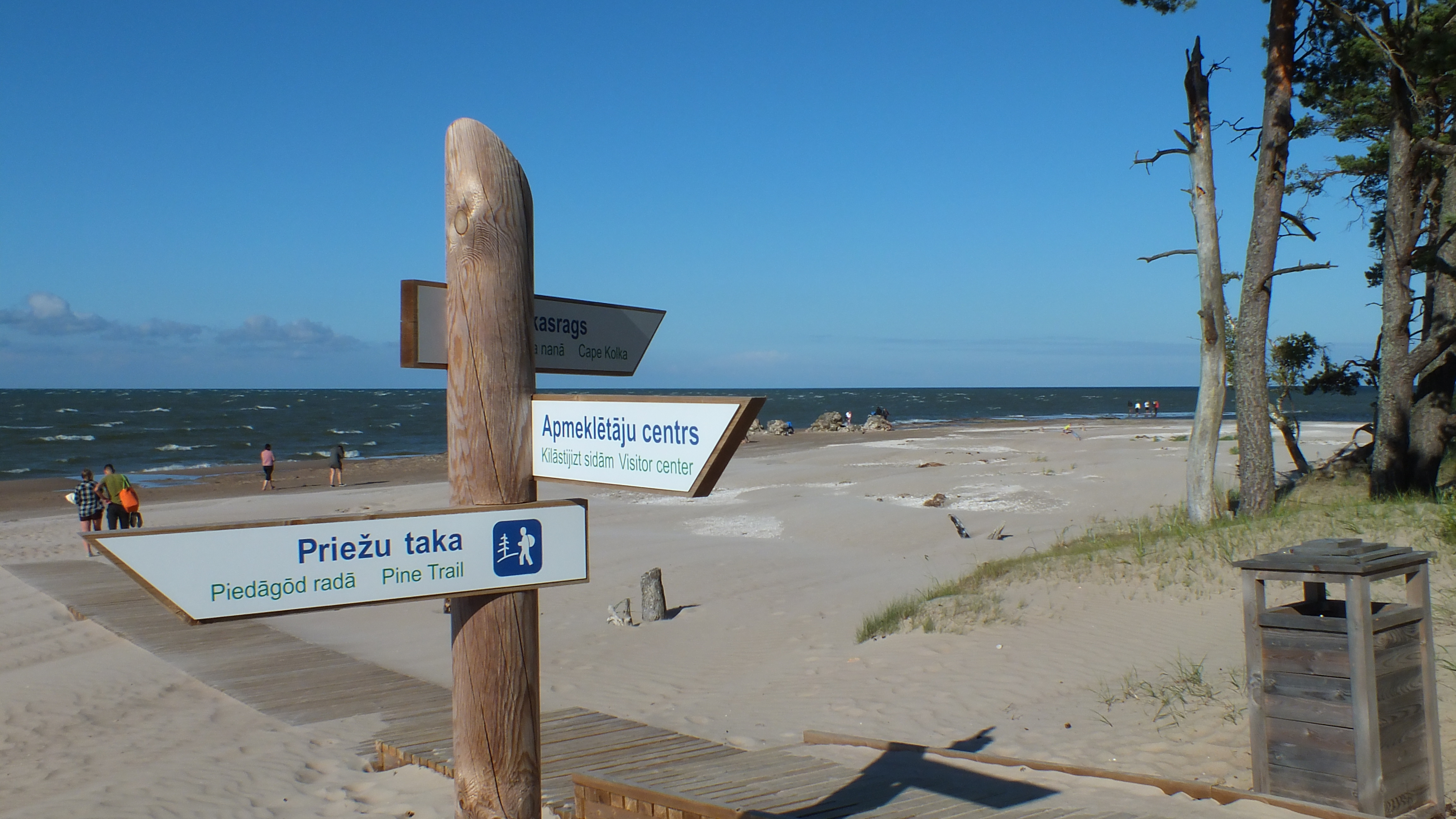
Указатели на ливском языке

Первые исследователи ливского языка А. Шёгрен и Ф. Видеман использовали для его записи фонетическую транскрипцию. Она же была применена в первой печатной книге на ливском в 1863 году.
В изданиях начала 1920-х годов использовалась орфография, базировавшаяся на фонетической транскрипции, но с элементами эстонской орфографии. В частности, была введена буква õ и не обозначалась долгота гласных во втором слоге, как в эстонском.
В изданной в 1924 году книге «Ливские песни» (Līvõ lōlõd) палатализация согласных стала обозначаться, как в латышском — седилью под буквой, а не акутом над или рядом с буквой, как ранее.
Ливский алфавит:
Aa, Āā, Ää, Ǟǟ, Bb, Dd, Ḑḑ, 
Ee, Ēē, Ff, Gg, Hh, Ii, Īī, Jj,
 Kk, Ll, Ļļ, Mm, Nn, Ņņ, Oo,
Ōō, Ȯȯ, Ȱȱ, Õõ, Ȭȭ,
Pp, Rr, Ŗŗ, Ss, Šš, Tt, Țț,
Uu, Ūū, Vv, Zz, Žž.
Устаревшие буквы: Öö, Ȫȫ, Yy, Ȳȳ.
Седиль под буквами ț, ḑ, ņ, ļ и ŗ обозначает палатализацию соответствующих согласных. Макрон над гласной обозначает её долготу.

## История

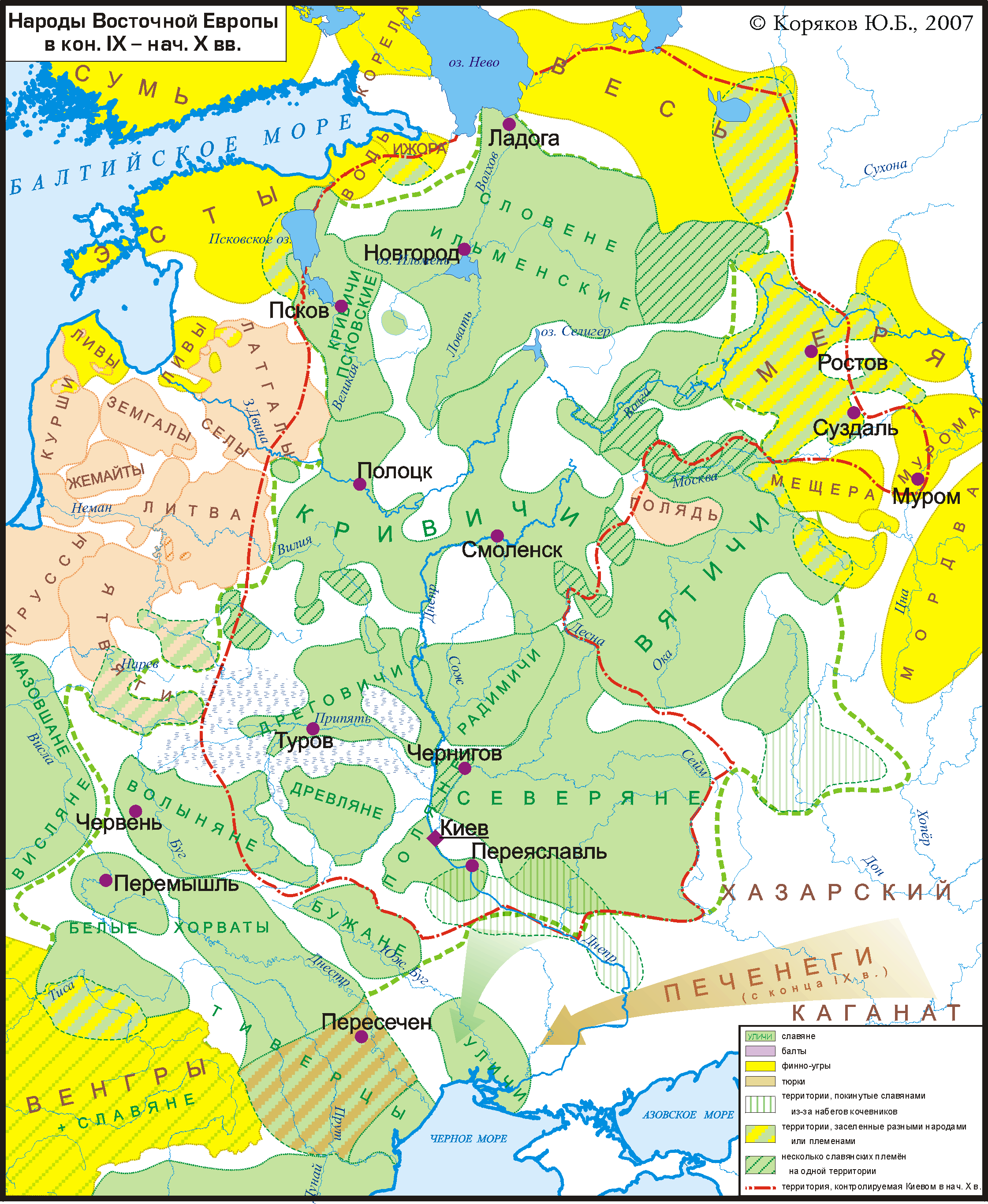
Распространение ливского языка на рубеже I и II тысячелетий

Предки ливов заселили Ливонию в первой половине I тысячелетия нашей эры, вероятно, двигаясь вдоль Западной Двины. К XIII веку ливы населяли Ливонию от границы с Эстонией на севере и до Западной Двины и места, где сейчас находится Рига, на юге. Кроме того, поселения ливов были в Курляндии.
В XII—XIII веках земли ливов были завоёваны Тевтонским орденом. Завоевание привело к сильному уменьшению количества носителей ливского языка. Опустевшие ливские земли заселялись латышами, что способствовало вытеснению ливского языка латышским.
По оценкам Э. Вяэри, к началу немецкой колонизации ливов было около 30 000. В XIX веке количество носителей курляндского диалекта изменялось следующим образом: 2074 человека в 1835 году (по подсчётам Кёппена), 2324 человека в 1852 году (по подсчётам Шёгрена), 2390 человек в 1858 году (по подсчётам Видемана), 2929 человек в 1888 году (по подсчётам Сетяля).
По переписи населения 1989 года, ливов насчитывалось 226 человек, из которых ливский был родным для 43,8 %.
По оценкам Общества ливов на 2010 год, только 40 человек владели ливским языком на уровне свободного общения. В 2013 году не осталось ни одного человека, для которого ливский язык был бы родным.
Первые ливские слова зафиксированы в «Хронике Ливонии» Генриха Латвийского.
Первая книга на ливском языке (Евангелие от Матфея) была издана в 1863 году в Лондоне сразу на восточном и западном говорах курляндского диалекта. Переводчиками были Ника Поллманн (носитель восточного говора курляндского) и Ян Принц с сыновьями Янисом и Петерисом (носители западного говора). В плане орфографии издание следовало системе записи Ф. Видемана, состоявшей из 36 букв с применением диакритических значков. Общий тираж составил 250 экземпляров. Однако сами ливы получили только по одному экземпляру на каждом диалекте.

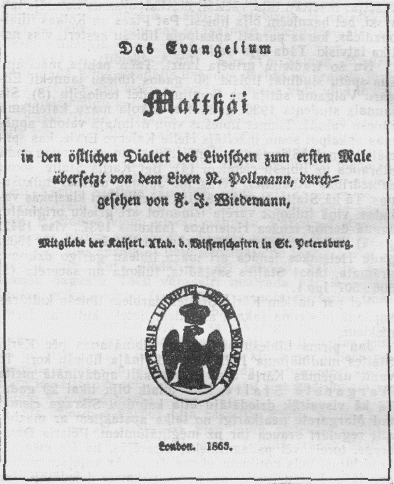
Заглавная страница Евангелия от Матфея на ливском языке. Издание 1863 года

Следующая книга на ливском (тоже Евангелие от Матфея) вышла в 1880 году в Санкт-Петербурге. Орфография базировалась на немецкой и латышской орфографиях того времени. Автор перевода неизвестен.
В период с 1920 по 1939 год на ливском вышло несколько десятков книг, издававшихся, в основном, при помощи финских и эстонских организаций. В 1930-е годы в Латвии выходила газета на ливском языке «Ливли» («Līvli»). В 1942 году в Хельсинки был издан Новый Завет на ливском. Перевод выполнил Корли Сталте под руководством финского учёного Л. Кеттунена. В послевоенное время книги на ливском уже не издавались.
После восстановления независимости Латвии, в 1994 году на ливском языке был издан информационный бюллетень «Ыва» («Õvā»), посвящённый ливской культуре, искусству и деятелям ливского национального движения, а в 1998 году при поддержке Института «Открытое общество» опубликован и представлен в Финляндии и Эстонии первый сборник-антология ливской поэзии «Ma akūb sīnda vizzõ, tūrska!», объединивший в себе произведения всех известных ливских поэтов. На сегодняшний день единственным средством массовой информации на ливском является трёхъязычный латышско-ливско-английский культурно-языковой интернет-портал livones.lv (livones.net).
В 2023 году в Латвии установлен первый в истории дорожный указатель с надписью ливском языке.

## Лингвистическая характеристика

### Фонетика и фонология

#### Гласные
Система гласных ливского языка:
| Подъём         | Ряд      | Ряд     | Ряд    |
| Подъём         | Передний | Средний | Задний |
| -------------- | -------- | ------- | ------ |
| Верхний        | i iː     |         | u uː   |
| Средне-верхний |          | ɘ ɘː    | ɤ ɤː   |
| Средний        | ɛ ɛː     | ə       | ɔ ɔː   |
| Нижний         | æ æː     |         | ɑ ɑː   |

Гласный ə является аллофоном ɘ в безударных слогах. Оба обозначаются буквой õ.
Дифтонги могут встречаться только в ударных слогах. Все они, кроме ie, нисходящие.
В прошлом имелись также гласные ü и ö, но под влиянием латышского они перешли в i и e, утратив лабиализацию.

#### Согласные
Система согласных ливского языка.
| Способ артикуляции ↓     | Губно-губные | Губно-зубные | Зубные    | Альв. | Палат. | Заднеяз. | Глотт. |
| Взрывные                 | p b          |              | t d tʲ dʲ |       |        | k g      |        |
| Носовые                  | m            |              | n nʲ      |       |        | ŋ        |        |
| Дрожащие                 |              |              | r rʲ      |       |        |          |        |
| Фрикативные              |              | f v          | s z       | ʃ ʒ   |        |          |        |
| Скользящие аппроксиманты |              |              |           |       | j      |          |        |
| Боковые                  |              |              | l lʲ      |       |        |          |        |

Звук f встречается только в заимствованиях. Звук ŋ является аллофоном фонемы n в положении перед k и g.
Согласные могут быть звонкими, глухими и полузвонкими (в транскрипции обозначаются заглавными буквами — B, D, G, Z, Ž). Полузвонкие возникают в результате озвончения глухих согласных на конце слова перед начальным гласным или звонким согласным последующего слова.

#### Просодия
Ударение в ливском динамическое, главное ударение всегда падает на первый слог слова. Односложные союзы (ja «и», un «и», ka «а также», ku «когда, если») и местоимения (ma «я», sa «ты», ta «он, она, оно», ne «они») ударения не несут.
В ливском имеется система тонов, возникшая под влиянием латышского языка. Существуют три тона: восходящий (повышение интонации, а затем короткое плавное падение), переломленный (падение интонации после резкого смыкания голосовых связок) и нисходящий. Согласно альтернативной точке зрения, тоны в ливском могли возникнуть независимо от латышского. Переломленный тон может появляться только в ударных слогах, заканчивающихся на гласный или звонкий согласный.

#### Морфонология
В ливском были утрачены как чередование ступеней, так и сингармонизм, однако возникли новые сложные чередования гласных.

### Морфология
Латышский язык оказал на ливский влияние не только в сфере фонетики, лексики или синтаксиса, но и морфологии. Из латышского в ливский было заимствовано несколько суффиксов (-īgs, -ums, -ība) и множество глагольных приставок (ap-, aiz-, iz-, pa-, so-).

#### Имя существительное
Существительные склоняются по двенадцати падежам (номинатив, генитив, датив, транслатив-комитатив, партитив, инессив, элатив, иллатив, адессив, аблатив, аллатив, инструктив) и двум числам. Формы инструктива, аблатива, адессива и аллатива образуются не у всех существительных.
Л. Кеттунен выделил семь типов склонения ливских существительных.
Склонение ливских существительных на примере слов pū «дерево», kala «рыба», sug «родственник», mäg «холм», lāmbaz «овца», õbbi «лошадь», kōrand «внутренний двор»:
|                      | Падеж   | Односложные основы | Двусложные основы на -a | Двусложные основы на -o, -u, -i | Двусложные основы на -e | Двусложные основы на -z | Многосложные основы на -i | Многосложные основы на -e, -o, -a |
| -------------------- | ------- | ------------------ | ----------------------- | ------------------------------- | ----------------------- | ----------------------- | ------------------------- | --------------------------------- |
| Ед. ч.               |         |                    |                         |                                 |                         |                         |                           |                                   |
| именительный падеж   | pū      | kala               | sug                     | mäg                             | lāmbaz                  | ebbi                    | kōrand                    |                                   |
| родительный падеж    | pū      | kala               | sug                     | mäg                             | lambõ                   | õbiz                    | kōrand                    |                                   |
| дательный падеж      | pūn     | kalan              | suggõn                  | mäggõn                          | lambõn                  | õbizõn                  | kōrandõn                  |                                   |
| транслатив-комитатив | pūks    | kalaks             | sugguks / sukkõks       | mäguks                          | lambõks                 | õbizõks                 | kōrandõks                 |                                   |
| партитив             | pūd     | kalle              | sugge                   | mägge                           | lāmbast                 | õbist                   | kōrant                    |                                   |
| инессив              | pūs     | kalas              | suks                    | mäks                            | lembõs                  | õbizõs                  | kōrandõs / kōrantsõ       |                                   |
| элатив               | pūst(õ) | kalast             | sukst                   | mäkst                           | lambõst                 | õbizõst                 | kōrandõst                 |                                   |
| иллатив              | pūzõ    | kallõ(z)           | suggõ(z)                | mäggõ                           | lambõz                  | õbizõ                   | kōrandõ                   |                                   |
| адессив              | pūl     |                    |                         | mäggõl                          | *lambõl                 |                         | kōrandõl                  |                                   |
| аблатив              | pūld    |                    |                         | mäggõld                         | *lambõld                |                         | kōrandõld                 |                                   |
| аллатив              | pūl     |                    |                         | mäggõl                          | *lambõl                 |                         | kōrandõl                  |                                   |
| Мн. ч.               |         |                    |                         |                                 |                         |                         |                           |                                   |
| именительный падеж   | pūd     | kalad              | sugud                   | mägud                           | lambõd                  | õbbist                  | kōrandõd                  |                                   |
| родительный падеж    | pūd     | kalad              | sugud                   | mägud                           | lambõd                  | õbbist                  | kōrandõd                  |                                   |
| дательный падеж      | pūdõn   | kaladõn            | sugudõn                 | mägudõn                         | lambõdõn                | õbbistõn                | kōrandõdõn                |                                   |
| транслатив-комитатив | pūdõks  | kaladõks           | sugudõks                | mägudõks                        | lambõdõks               | õbbistõks               | kōrandõdõks               |                                   |
| партитив             | pūḑi    | kaľḑi              | sugdi / sugidi          | mägidi                          | lambidi                 | õbiži                   | kōrandidi                 |                                   |
| инессив              | pūšši   | kaļšši             | sukši                   | mäkši                           | lampšši                 | õbizis                  | kōrandis                  |                                   |
| элатив               | pūšti   | kaļšti             | sukšti                  | mäkšti                          | lampšti                 | õbizist                 | kōrandist                 |                                   |
| иллатив              | pūži    | kaļži              | sugži                   | mägži                           | lambži                  | õbiziz                  | kōrandiz                  |                                   |
| адессив              |         |                    |                         |                                 | lambiļ                  |                         |                           |                                   |
| аблатив              |         |                    |                         |                                 | lambiļd                 |                         |                           |                                   |
| аллатив              |         |                    |                         |                                 | lambiļ                  |                         |                           |                                   |

#### Имя прилагательное
Прилагательное в ливском никак не отличается от существительного формально, однако в отличие от последнего может образовывать степени сравнения. Сравнительная степень образуется при помощи частицы jo, превосходная — при помощи ama: sūr «большой» — jo sūr «больший» — ama sūr «самый большой». Более архаичный способ предполагает образование сравнительной степени прибавлением суффикса -im(i)/-īmi, а превосходной присоединением частицы ama к форме сравнительной.

#### Числительное
Числительные делятся на количественные и порядковые. Склоняются по падежам так же, как и существительные.
Числительные от одного до двадцати одного:
|    | Количественные | Порядковые                       |
| -- | -------------- | -------------------------------- |
| 1  | ikš            | ežmi                             |
| 2  | kakš           | tuoi                             |
| 3  | kuolm          | kuolmi, kuolmõz                  |
| 4  | nēļa           | neļļi, neļļõz                    |
| 5  | vīž            | vīdi, vīdõz                      |
| 6  | kūž            | kūdi, kūdõz                      |
| 7  | seis           | seismi, seismõz                  |
| 8  | kōdõks         | kādõksmi, kādõksmõz              |
| 9  | īdõks          | īdõksmi, īdõksmõz                |
| 10 | kim            | kimmi, kimmõz                    |
| 11 | ikštuoistõn    | ikštuoistõni, ikštuoistõnz       |
| 12 | kakštuoistõn   | kōdtuoistõni, kōdtuoistõnz       |
| 13 | kuolmtuoistõn  | kuolmtuoistõni, kuolmtuoistõnz   |
| 14 | nēļatuoistõn   | nēļatuoistõni, nēļatuoistõnz     |
| 15 | vīžtuoistõn    | vīdtuoistõni, vīdtuoistõnz       |
| 16 | kūžtuoistõn    | kūdtuoistõni, kūdtuoistõnz       |
| 17 | seistuoistõn   | seistuoistõni, seistuoistõnz     |
| 18 | kōdõkstuoistõn | kōdõkstuoistõni, kōdõkstuoistõnz |
| 19 | īdõkstuoistõn  | īdõkstuoistõni, īdõkstuoistõnz   |
| 20 | kakškimdõ      | kōdkimdi, kōdkimdõz              |

Числительные от тридцати до миллиона:
|       | Количественные | Порядковые                |
| ----- | -------------- | ------------------------- |
| 30    | kuolmkimdõ     | kuolmkimdi, kuolmkimdõz   |
| 40    | nēļakimdõ      | nēļakimdi, nēļakimdõz     |
| 50    | vīžkimdõ       | vīdkimdi, vīdkimdõz       |
| 60    | kūžkimdõ       | kūdkimdi, kūdkimdõz       |
| 70    | seiskimdõ      | seiskimdi, seiskimdõz     |
| 80    | kōdõkskimdõ    | kōdõkskimdi, kōdõkskimdõz |
| 90    | īdõkskimdõ     | īdõkskimdi, īdõkskimdõz   |
| 100   | sadā           | sadali, sadāz             |
| 200   | kakšsadāz      | kōdsadali, kōdsadāz       |
| 300   | kuolmsadā      | kuolmsadali, kuolmsadāz   |
| 400   | nēļasadā       | nēļasadāz                 |
| 500   | vīžsadā        | vīdsadāz                  |
| 600   | kūžsadā        | kūdsadāz                  |
| 700   | seissadā       | seissadāz                 |
| 800   | kōdõkssada     | kǭdõkssadāz               |
| 900   | īdõkssadā      | īdõkssadāz                |
| 1000  | tūontõ         | tūonti, tuontõz           |
| 2000  | kakš tūontõ    | kōdtūontõz                |
| 1 млн | miljon         | miljonõz                  |

#### Местоимения
Выделяются следующие разряды ливских местоимений: личные, указательные, вопросительно-относительные, взаимные, неопределённые, определительные (возвратные).
Склонение ливских личных местоимений.
| Падеж                | я         | ты        | он, она   | мы      | вы      | они      |
| -------------------- | --------- | --------- | --------- | ------- | ------- | -------- |
| именительный падеж   | minā / ma | sinā / sa | tämā / ta | mēg     | tēg     | ne       |
| родительный падеж    | min       | sin       | täm       | mäd     | täd     | nänt     |
| дательный падеж      | minnõn    | sinnõn    | tämmõn    | mäddõn  | täddõn  | näntõn   |
| транслатив-комитатив | minkõks   | sinkõks   | tämkõks   | mädkõks | tädkõks | näntkõks |
| партитив             | mīnda     | sīnda     | tǟnda     | mēḑi    | tēḑi    | nēḑi     |
| инессив              | minsõ     | sinsõ     | tämsõ     | mēši    | tēši    | nēši     |
| элатив               | minstõ    | sinstõ    | tämstõ    | mēšti   | tēšti   | nēšti    |
| иллатив              | minnõ(z)  | sinnõ(z)  | tämmõ(z)  | mēži    | tēži    | nēži     |

В именительном падеже ряд личных местоимений имеет краткую форму, употребляющуюся в безударном положении.
В качестве указательных используются местоимения sīe/se «этот», «тот» и ne «эти», «те», «они».
Склонение возвратного местоимения:
| Падеж                | ед. ч.   | мн. ч.    |
| -------------------- | -------- | --------- |
| именительный падеж   | īž       | eņtšõd    |
| родительный падеж    | eņtš     | eņtšõd    |
| дательный падеж      | eņtšõn   | eņtšõdõn  |
| транслатив-комитатив | eņtšõks  | eņtšõdõks |
| партитив             | ēņtšta   | eņtšidi   |
| инессив              | eņtšõs   | eņtšis    |
| элатив               | eņtšõst  | eņtšist   |
| иллатив              | eņtšõ(z) | eņtšiz    |

Склонение вопросительных местоимений:
| Падеж                | кто                | что        |
| -------------------- | ------------------ | ---------- |
| именительный падеж   | kis                | mis        |
| родительный падеж    | kīen / kīnga       | mis        |
| дательный падеж      | kīen / kīngan      | missõn     |
| транслатив-комитатив | kīenkõks / kīngaks | missõks    |
| партитив             | kīenta / kīenda    | midā / mis |
| инессив              | kīensõ             | missõs     |
| элатив               | kīenstõ            | missõst    |
| иллатив              | kīenõ / kīngazõ    | missõ      |

#### Глагол
У ливского глагола выделяют категории наклонения (индикатив, кондиционал, императив, юссив, квотатив), времени (настояще-будущее, имперфект, перфект, плюсквамперфект), лица и числа. Залог различается только в формах причастий.
Спряжение глаголов в настояще-будущем времени на примере слов vōlda «быть» и luggõ «читать»:
|                     | vōlda                  | vōlda               | luggõ               | luggõ     |
| положительная форма | отрицательная форма    | положительная форма | отрицательная форма |           |
| ------------------- | ---------------------- | ------------------- | ------------------- | --------- |
| 1 лицо ед. ч.       | um / uob               | äb uo               | lugub               | äb lug    |
| 2 лицо ед. ч.       | uod                    | äd uo               | lugud               | äd lug    |
| 3 лицо ед. ч.       | um / uob               | äb uo               | lugub               | äb lug    |
| 1 лицо мн. ч.       | uom(õ)                 | äb uom              | luggõm              | äb luggõm |
| 2 лицо мн. ч.       | uot(õ)                 | ät uot(õ)           | luggõt              | äd luggõt |
| 3 лицо мн. ч.       | umat(õ) / at(õ) / attõ | äb uotõ             | luggõbõd            | äb luggõt |

Спряжение глаголов в имперфекте:
|                     | vōlda               | vōlda               | luggõ               | luggõ      |
| положительная форма | отрицательная форма | положительная форма | отрицательная форма |            |
| ------------------- | ------------------- | ------------------- | ------------------- | ---------- |
| 1 лицо ед. ч.       | voļ                 | iz uo               | lugiz               | iz lug     |
| 2 лицо ед. ч.       | voļd                | ist uo              | lugist              | ist lug    |
| 3 лицо ед. ч.       | voļ                 | iz uo               | lugiz               | iz lug     |
| 1 лицо мн. ч.       | voļmõ               | iz uom              | lugizmõ             | iz luggõm  |
| 2 лицо мн. ч.       | voļtõ               | ist uot             | lugistõ             | ist luggõt |
| 3 лицо мн. ч.       | voļtõ               | iz uot              | lugistõ             | iz luggõt  |

Перфект и плюсквамперфект состоят из форм vōlda «быть» в настоящем времени (для перфекта) и имперфекте (для плюсквамперфекта) и причастия смыслового глагола.
Спряжение глаголов в условном наклонении (образуется при помощи суффикса -ks-):
|                     | vōlda               | luggõ    |
| положительная форма | положительная форма |          |
| ------------------- | ------------------- | -------- |
| 1 лицо ед. ч.       | volks               | luguks   |
| 2 лицо ед. ч.       | volkst              | lugukst  |
| 3 лицо ед. ч.       | volks               | luguks   |
| 1 лицо мн. ч.       | volksmõ             | luguksmõ |
| 2 лицо мн. ч.       | volkstõ             | lugukstõ |
| 3 лицо мн. ч.       | volkstõ             | lugukstõ |

Повелительное наклонение образуется для всех лиц, но в формах первого и третьего лиц используется частица las (< laskõ «оставлять»)
Спряжение глаголов в повелительном наклонении:
|                     | vōlda               | vōlda               | luggõ               | luggõ              |
| положительная форма | отрицательная форма | положительная форма | отрицательная форма |                    |
| ------------------- | ------------------- | ------------------- | ------------------- | ------------------ |
| 1 лицо ед. ч.       | las ma volg         | algõ ma volg        | las ma luggõg       | algõ ma luggõg     |
| 2 лицо ед. ч.       | vol                 | ala vol             | lug                 | ala lug            |
| 3 лицо ед. ч.       | las ta volg         | algõ ta volg        | las ta luggõg       | algõ ta luggõg     |
| 1 лицо мн. ч.       | las mēg volgõd      | algõ mēg volgõd     | las mēg luggõgõd    | algõ mēg luggõd    |
| 2 лицо мн. ч.       | volgid              | algid tēg volgid    | luggigid            | algid tēg luggigid |
| 3 лицо мн. ч.       | las ne volgõd       | algõd ne volgõd     | las ne luggõgõd     | algõd ne luggõgõd  |

Юссив (дебитивное наклонение):
|                     | luggõ               | luggõ                  |
| положительная форма | отрицательная форма |                        |
| ------------------- | ------------------- | ---------------------- |
| 1 лицо ед. ч.       | minnõn um luggõmõst | minnõn äb uo luggõmõst |
| 2 лицо ед. ч.       | sinnõn um luggõmõst | sinnõn äb uo luggõmõst |
| 3 лицо ед. ч.       | tämmõn um luggõmõst | tämmõn äb uo luggõmõst |
| 1 лицо мн. ч.       | mäddõn um luggõmõst | mäddõn äb uo luggõmõst |
| 2 лицо мн. ч.       | täddõn um luggõmõst | täddõn äb uo luggõmõst |
| 3 лицо мн. ч.       | näntõn um luggõmõst | näntõn äb uo luggõmõst |

Квотатив (косвенное наклонение) образуется в ливском при помощи суффикса -ji.
Л. Кеттунен и Э. Вяари выделяют также потенциальное наклонение, формы которого образуются только от глагола līdõ «стать» (например, ma līb' «я, по-видимому, могу»):
|                     | līdõ                | līdõ    |
| положительная форма | отрицательная форма |         |
| ------------------- | ------------------- | ------- |
| 1 лицо ед. ч.       | līb                 | äb lī   |
| 2 лицо ед. ч.       | līd                 | äd lī   |
| 3 лицо ед. ч.       | līb                 | äb lī   |
| 1 лицо мн. ч.       | līmõ                | äb      |
| 2 лицо мн. ч.       | lītõ                | äd lītõ |
| 3 лицо мн. ч.       | lītõd               | äb lītõ |

Л. Кеттунен выделяет в ливском четыре типа инфинитивов:
- инфинитив I заканчивается на -a или -õ (может образовывать формы партитива и инструктива) используется с глаголам-связками[91];
- инфинитив II с суффиксом -õs является герундием / деепричастием[92];
- инфинитив III является супином и имеет формы четырёх падежей: инессива (-mõs), элатива (-mõst), иллатива (-m(õ)), абессива (-mõt)[92];
- инфинитив IV представляет собой отглагольное существительное и образуется при помощи суффиксов '-õmi и '-imi.

В ливском существует два типа причастий: настоящего времени и прошедшего времени. Причастия настоящего времени образуются при помощи суффиксов -b(õ) (активное) и -tõb / -dõb (пассивное). Причастия прошедшего времени образуются при помощи суффиксов -n(d) в единственном числе и -n(õ)d во множественном (активное), а также -dõt / -tõt в единственном числе и '-dõd / -tõd во множественном (пассивное).

### Лексика
В словарном фонде ливского языка присутствуют заимствования из латышского, немецкого, эстонского, финского и русского языков. Особенно много заимствований из латышского (2562 слова). Нижненемецкие заимствования (около 200 слов), как правило, тоже проникали через латышское посредство. Однако зачастую довольно сложно отличить, попало ли слово в ливский из немецкого напрямую или через латышское или эстонское посредство.
Немецкие заимствования относятся в первую очередь к сфере общества (baron «барон» < Baron, grōf «граф» < Graf, virstõz «князь» < Fürst, rent «арендная плата» < Rente), это названия профессий (dislõr «столяр» < Tischler, slaktõr «мясник» < Schlächter, skrīvõr «писатель» < Schreiber, mōldõr «художник» < Maler, bekkar «пекарь» < Bäcker), продуктов (virts «пряность» < Würze, tsukkõr «сахар» < Zucker, vīn «вино» < Wein, kaffõ «кофе» < Kaffe, kringiļ «крендель» < Kringel) и ряда других предметов и действий (škērõd «ножницы» < Schere, šept «сделка» < Geschäft).
Заимствования из латышского относятся ко многим областям человеческой деятельности, включая ткачество, садоводство, судостроение, изготовление повозок, рыбную ловлю и сельское хозяйство, названия животных и слова, относящиеся к повседневной жизни. Кроме того, из латышского в ливский вошло много глагольных приставок.
Из финского в ливский попали несколько слов, носящих книжный оттенок (ülisskuol «университет», üllimi «начальник»).

## История изучения
По просьбе А. Л. Шлёцера несколько пасторов из Мазсалацы, Энгуре и Мазирбе записали ливские слова и фразы, которые Шлёцер опубликовал в 1770 году.

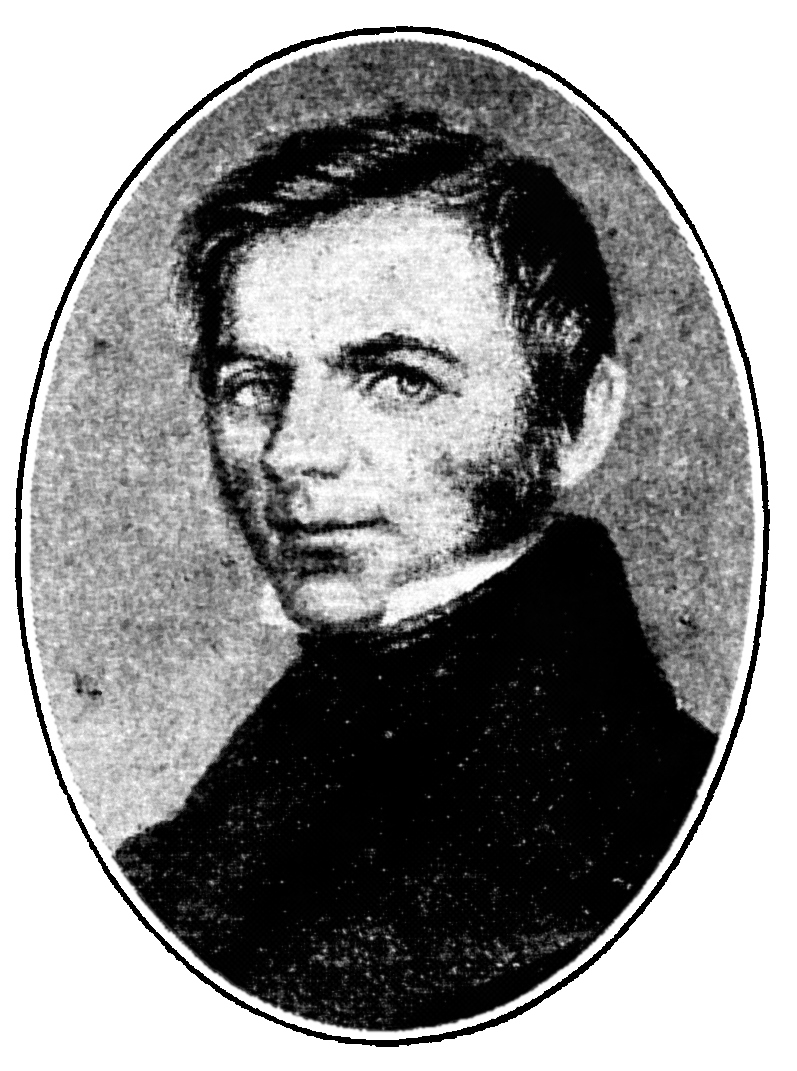
А. Шёгрен

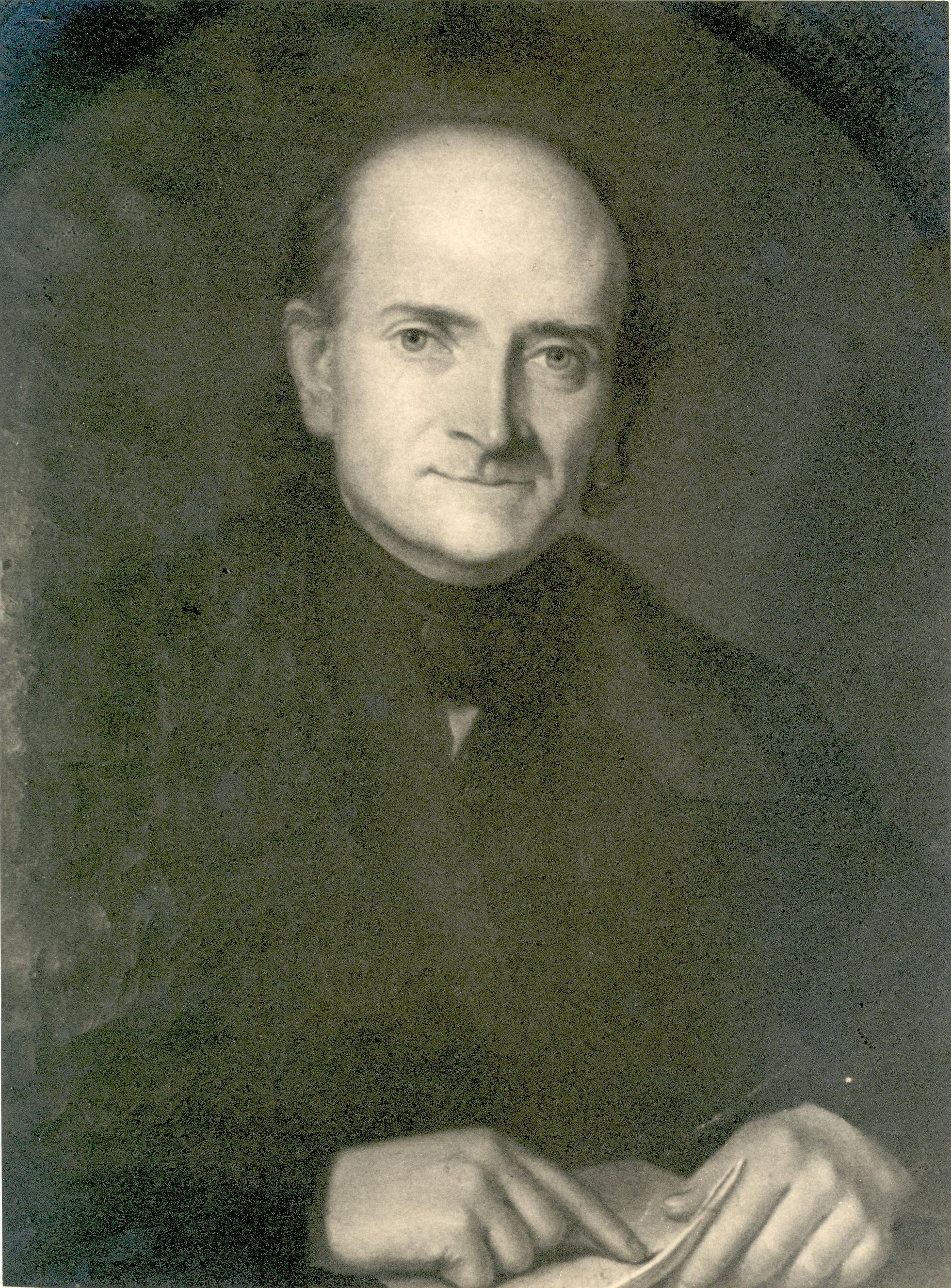
Ф. Видеман

Первым настоящим исследователем ливского языка был академик А. Шёгрен, который ездил изучать ливов в 1846 и 1852 годах. Грамматика и словарь ливского языка его авторства были изданы в 1861 году Ф. Видеманом, который внёс в них и собственные материалы, собранные в 1858 году.
Впоследствии вплоть до Второй мировой войны изучением ливского языка занимались преимущественно финские учёные. В Хельсинки в 1935 году П. Дамберг издал новую хрестоматию на ливском языке (Jemakiel lugdõbrāntõz skūol ja kuod pierast). В 1938 году был издан словарь ливского языка (Livisches Wörterbuch mit grammatischer Einleitung) Л. Кеттунена.
В послевоенное время Тартуский университет организовал две экспедиции (1948—1950 и 1955—1956) по изучению ливского языка.
В XX веке ливским языком занимались Э. Н. Сетяля, Л. Кеттунен, Л. Пости, О. Лооритс и П. А. Аристэ.
В 2012 году был издан трёхъязычный ливско-эстонско-латышский словарь Т.-Р. Вийтсо.

## Пример текста
«Отче наш» в орфографии XIX века:
Mäd isa, kis sa uod touwis! püwschtõd las sāgõ sin nim. Las tulgõ sin wālikschtõks mäd juhrõ, sin tāmi las suguhg mā pählõ nei ihsch kui touwõs. Mäd jega-päwwist leibõ ahnda mädõn tämpõ. Un lask jara mädõn mäd sühd, nei kui mehg entsch sühlistõn nän sühd jara laskuhm. Un äla wih meidi kehrtamis sisõl, bet pästa meidi jara siest kurehst. Sinnõn jo um se wālikschtõks un se joud un se ouw iggõks. Amen.